# 上田温泉電軌デナ200形電車
■カテゴリ / ■テンプレート

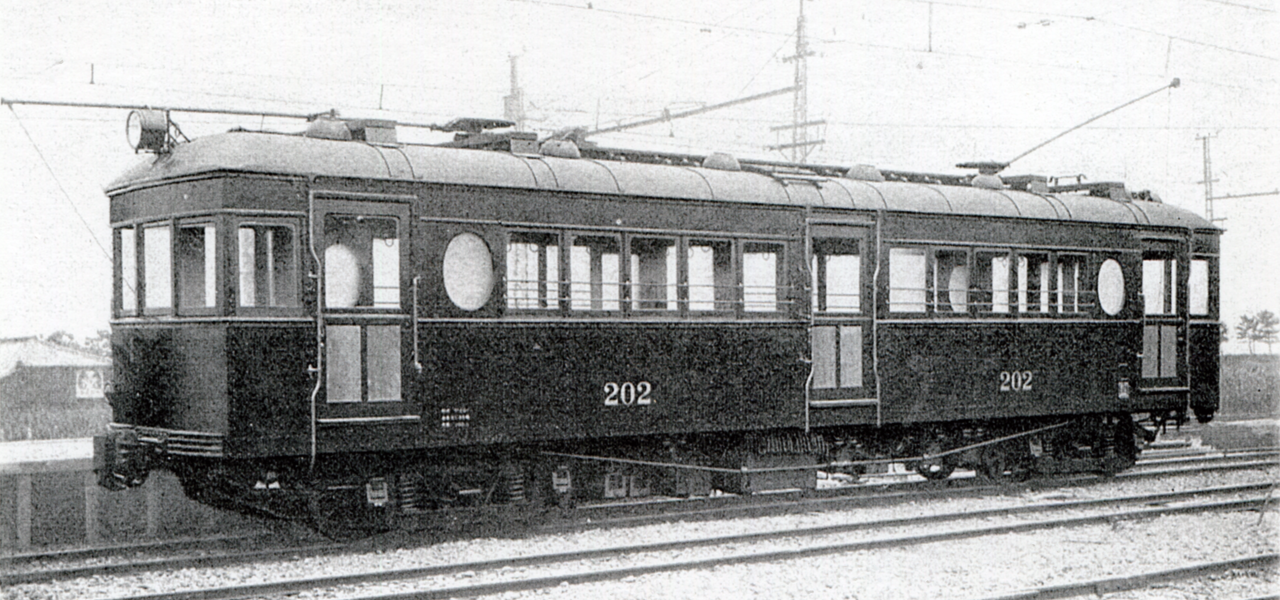
新造時のメーカーカタログ写真

上田温泉電軌デナ200形電車（うえだおんせんでんきデナ200がたでんしゃ）は、上田交通の前身事業者である上田温泉電軌（のち上田電鉄から上田丸子電鉄を経て上田交通へ改称）が1928年に新造した電車である。
戦後の一斉改番に際してモハ5250形と改称・改番され、新造から廃車まで一貫して別所線で使用された本形式は、扉脇の戸袋窓が楕円形になっている独特の外観から、鉄道ファンのみならず地元利用者の間でも「丸窓電車」の愛称で呼称された。上田市の別所線存続プロジェクト「アイプロジェクト」のキャラクター「まるまどくん」は本形式がモデルとなっている。

## 沿革
1928年5月に日本車輌製造でデナ200形201 - 203の3両が製造された。15m級3扉両運転台の丸屋根半鋼製車で、日本車輌製造が同時期に製造した類似車は高松琴平電気鉄道、一畑電気鉄道、京福電気鉄道、福井鉄道などにも在籍した。初期の半鋼製車であり、床下には木造車同様に台枠中央の垂下を防ぐターンバックル付きのトラスバーが組まれ、屋上にはお椀を伏せたような形のベンチレーターが載せられていた。
最大の特徴である楕円形の戸袋窓は、大正時代の木造電車を中心に少なからぬ類例が見られたが、多くの場合戦後の早い時期までに車両自体が廃車されるか、通常型の角窓に改造されるなどの措置で淘汰された。はるか後年（1980年代）までこの形態の窓を残していたのは、本形式以外には名鉄モ510形電車（1926年製）ぐらいで、非常に貴重な存在であった。
新造時のデナ200という形式番号は1943年の上田丸子電鉄発足時もそのまま使用され、1950年の一斉改番でモハ5250形5251 - 5253となった。
集電装置は当初トロリーポールであったが、1945年にパンタグラフ化されている。しかしトラス棒などは撤去されずに最後まで残り、その他基本的な形状も1500V昇圧まで変わらず、昭和初期の雰囲気をよく留めていた。丸窓はこの車両のチャームポイントとして広く親しまれ、別所線の看板車両となっていた。また、鉄道友の会が制定したエバーグリーン賞において、本形式は第一回目の受賞形式となった。
制御装置となる抵抗器は車体と台車間距離が短いせいか外側から見えない位置に吊り下げられていた。

## 運用の終了と保存
1986年10月1日の別所線の1,500V昇圧の前日に運用を退いた。上田発の最終電車である21時25分発の別所温泉駅行きにモハ5251-モハ5252の2両編成が充当され、上田駅での式典のあと満員の乗客を乗せて、22時07分に別所温泉駅の1番ホームに到着。22時30分頃にモハ5251-モハ5252は別所温泉駅の留置線（その後保存された位置）に自力回送され、パンタグラフを降ろしそのまま静態保存された。またモハ5253は上田駅に留置された。その後モハ5253は上田駅の高架化工事のため中塩田駅の留置線に回送され放置されていたが、2005年9月20日に長野計器が引き取り、復元のうえで静態保存。長野計器丸窓電車資料館（上田市御岳堂2480番地）として公開されている。

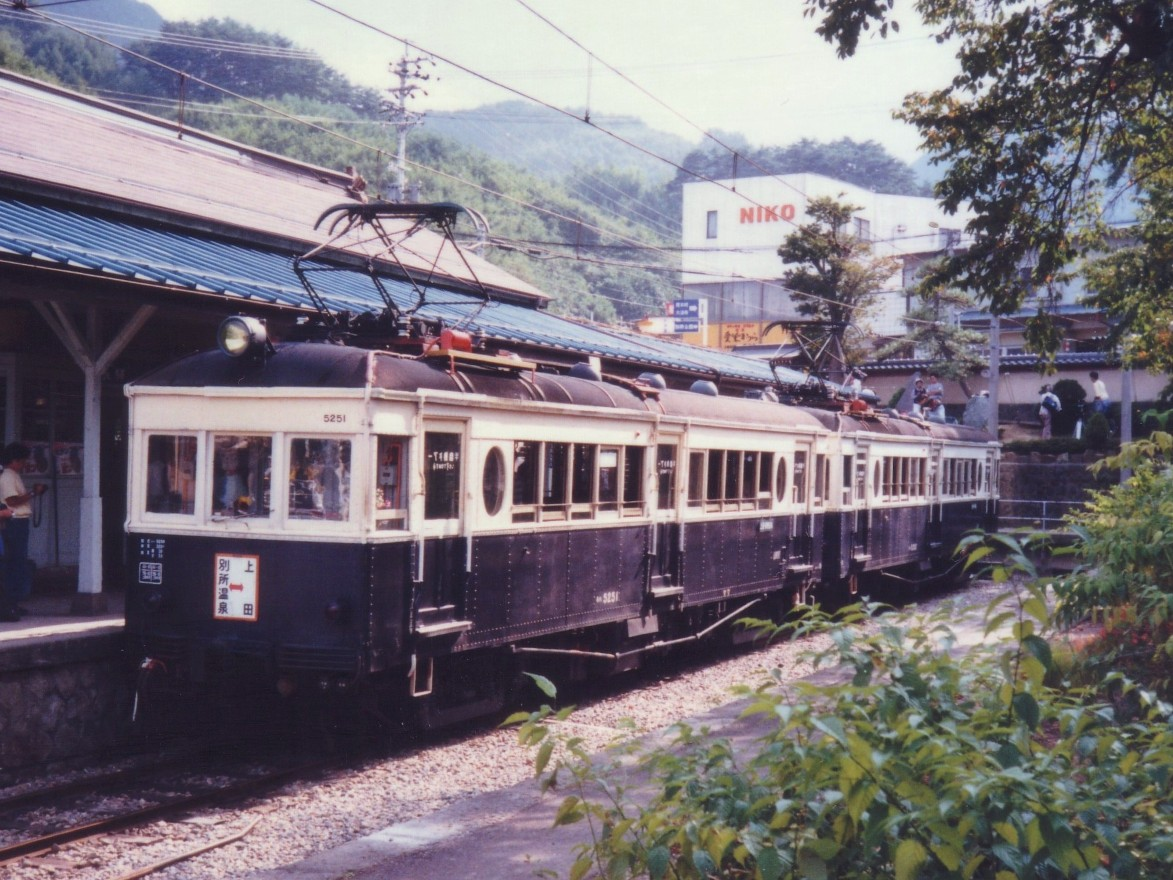
別所温泉駅に停車する現役最後の日のモハ5251とモハ5252（1986年9月30日）
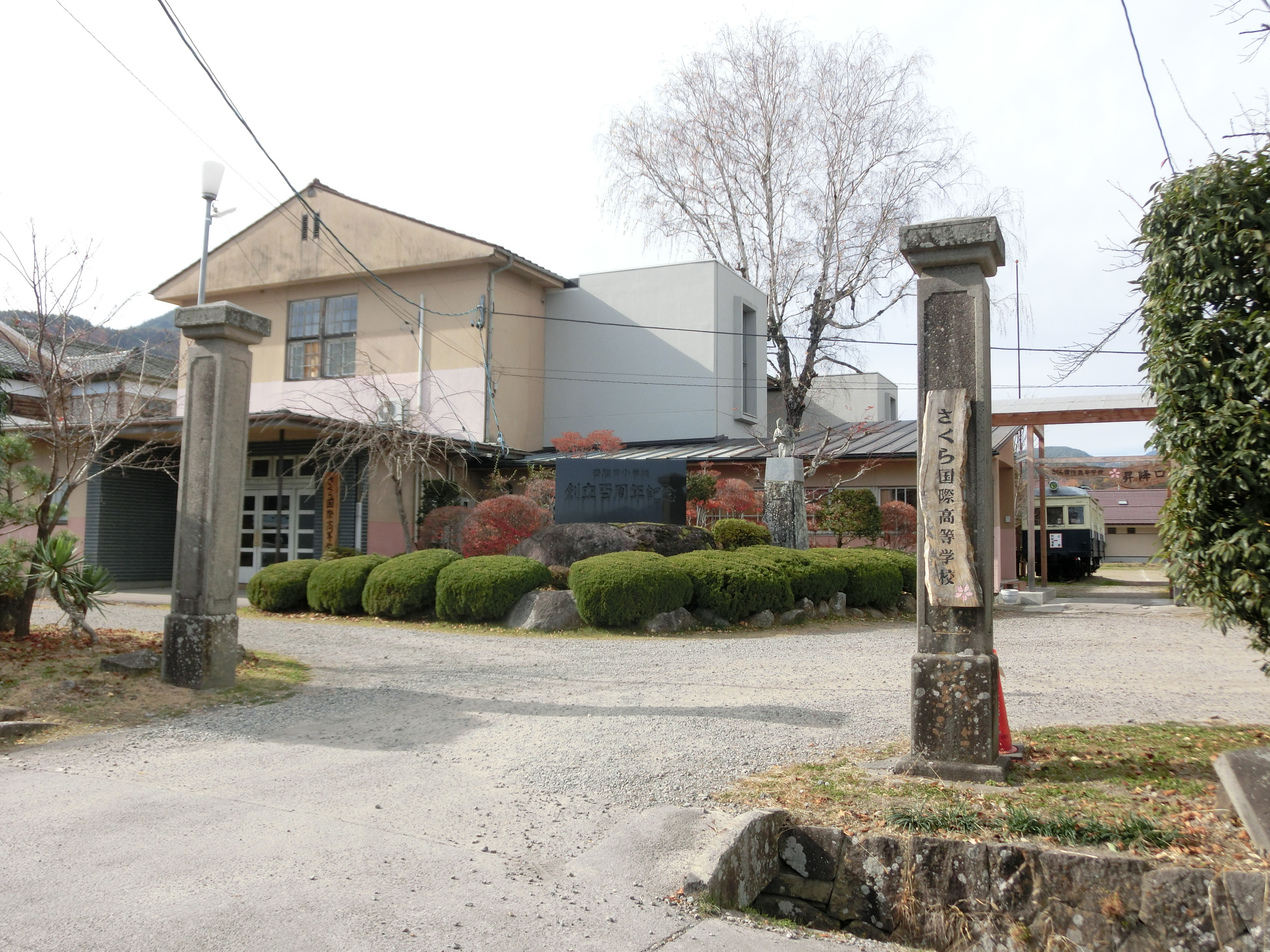
さくら国際高等学校のモハ5251（右）
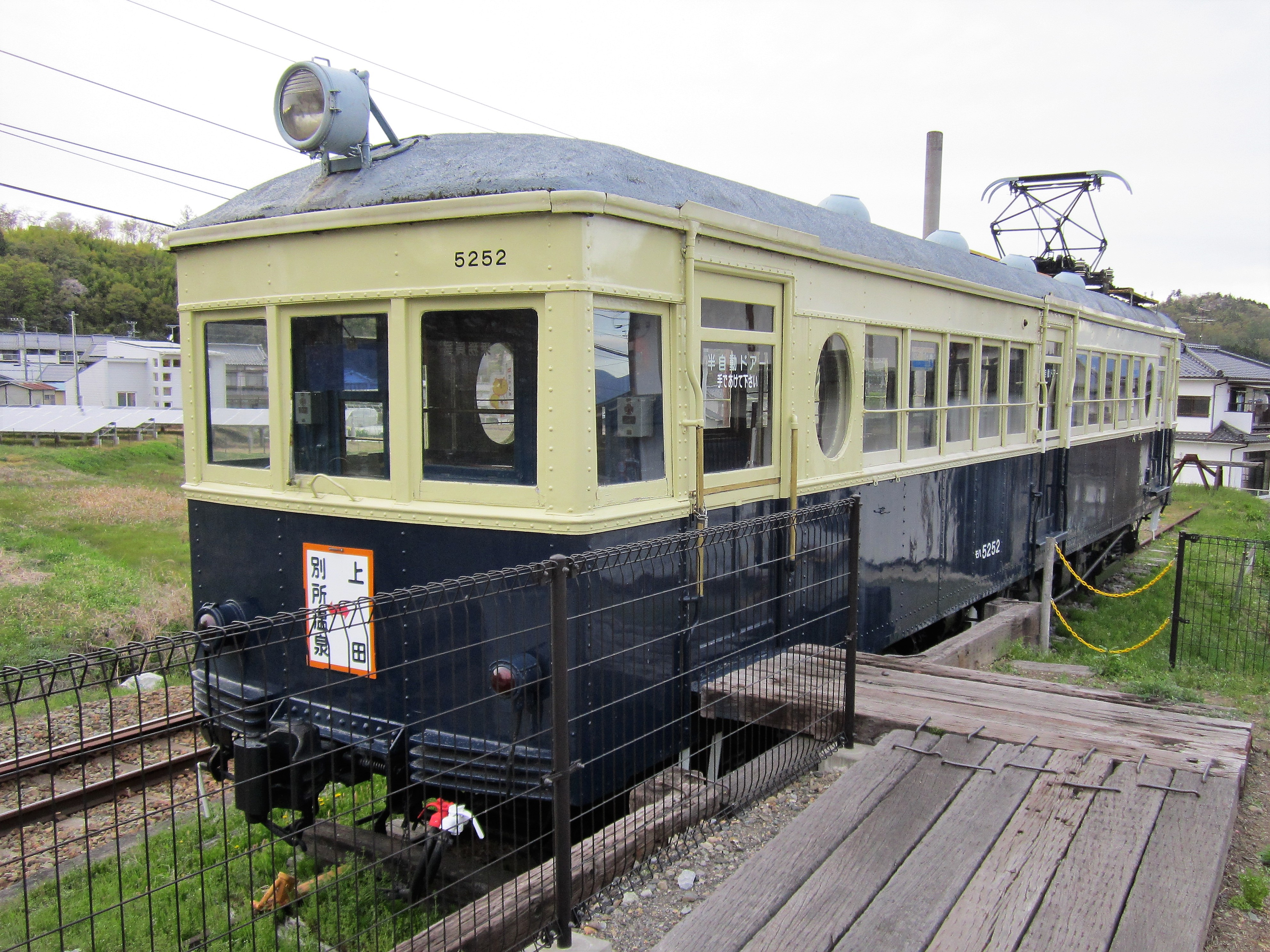
別所温泉駅構内に留置されているモハ5252
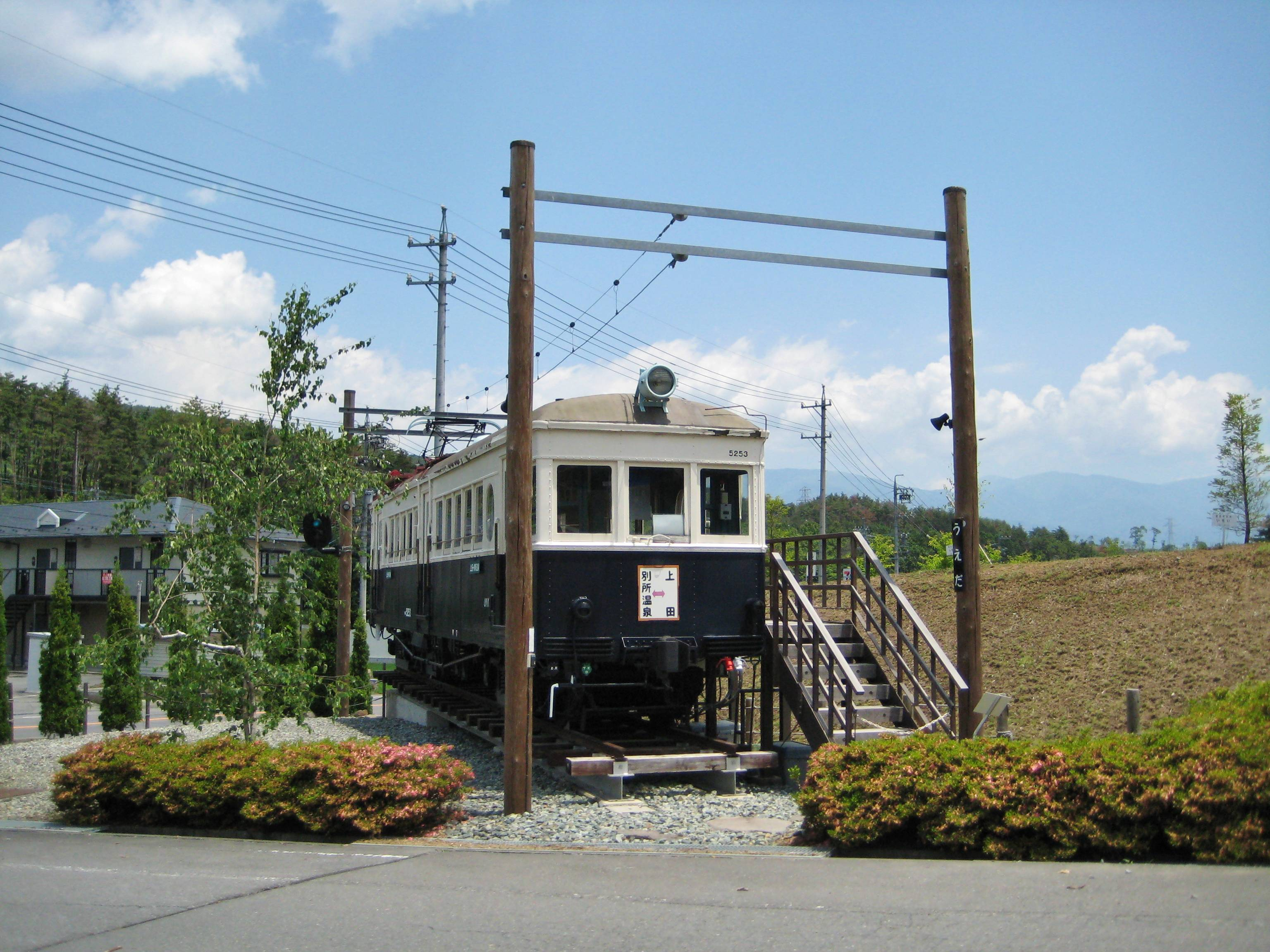
長野計器丸窓電車資料館のモハ5253

モハ5251・モハ5252は当初、別所温泉駅で電車博物館として車内を一般公開していたが、その後はイベント時などに限って公開されていた。2両とも老朽化が進んだことから、モハ5252は塗装や補修を行ったうえで資料館として整備する一方で、モハ5251は解体処分する方針であることが明らかとなった。しかし、解体作業着手以前に希望者が現れれば無償で譲渡すると発表された。これを受けて全国から19件の応募があり、上田電鉄が審査を行った結果、地元上田市のさくら国際高等学校に譲渡され保存活用されることとなり、2011年4月16日未明に同校敷地内に搬入された。
その他、上田市マルチメディア情報センターの運営する「モハ5250丸窓電車 ～上田丸子電鉄の軌跡～」では、当時の貴重な資料などが公開されている。

## 主要諸元
- 電気方式 - 直流750V

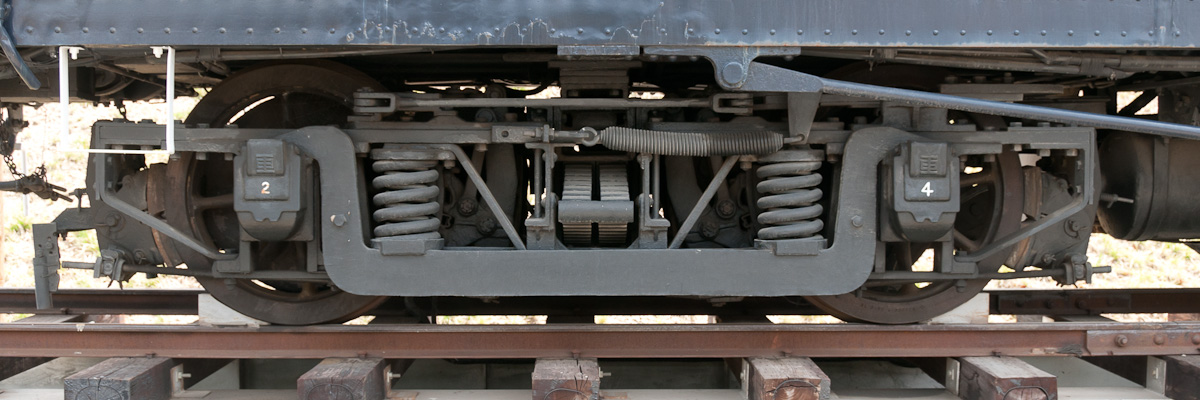
モハ5253の日本車輌D形台車。平軸受箱に日本車輌の車紋が残るなど、原型を残す

- 最大寸法 - 全長14,719mm×全高3,785mm×全幅2,591mm
- 自重 - 32,7t
- 定員 - 100名（うち座席40名）
- 制御装置 - HL単位スイッチ制御方式（間接非自動制御）
- 主電動機 - 形式:三菱MB-98A（出力:75kW×4）
- 台車 - 日本車輌製造D-16（平鋼リベット組立形釣り合い梁式台車）
- 制動方式 - SME（非常弁付直通空気制動）

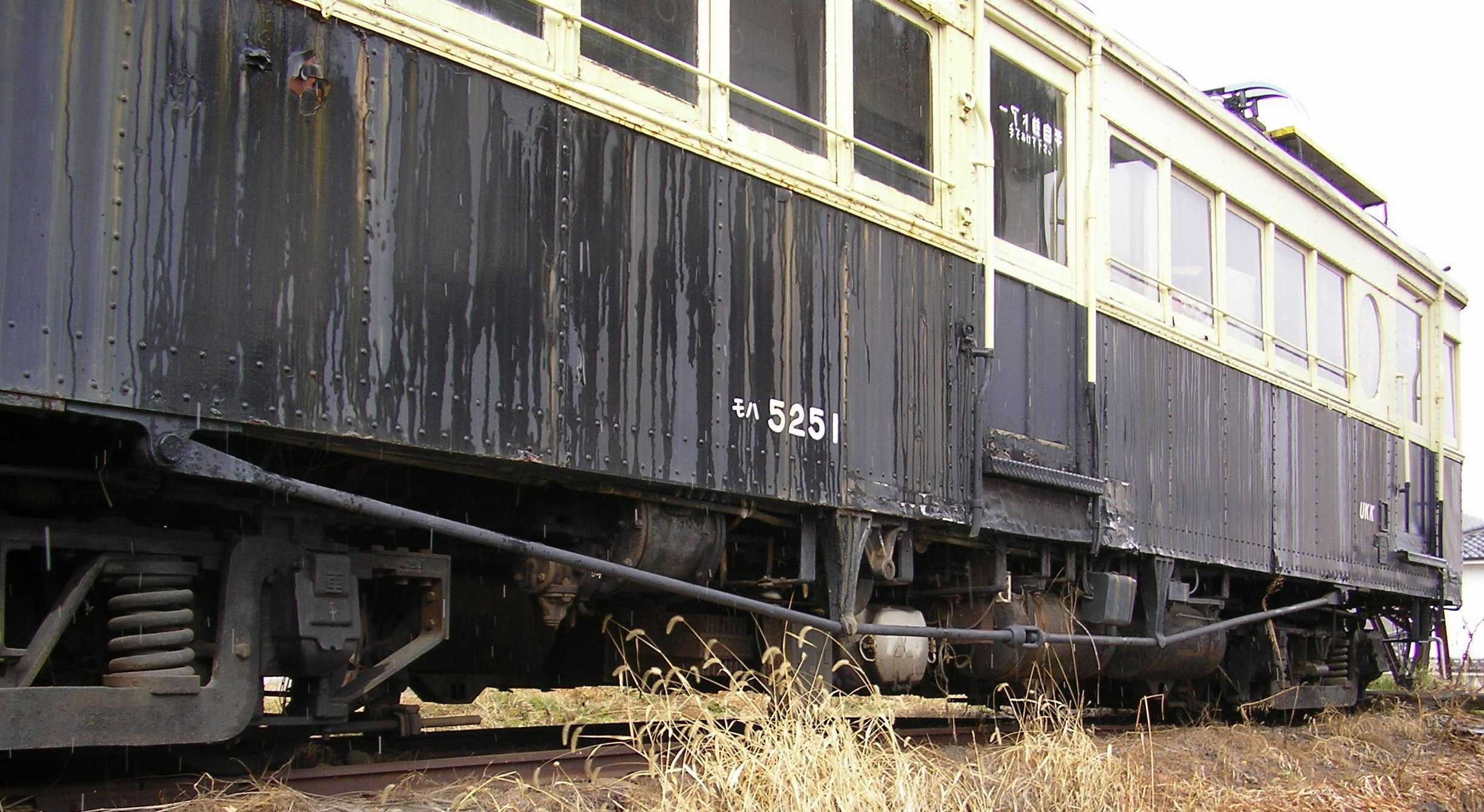
モハ5251の床下トラスバー。初期鋼製車の特徴である
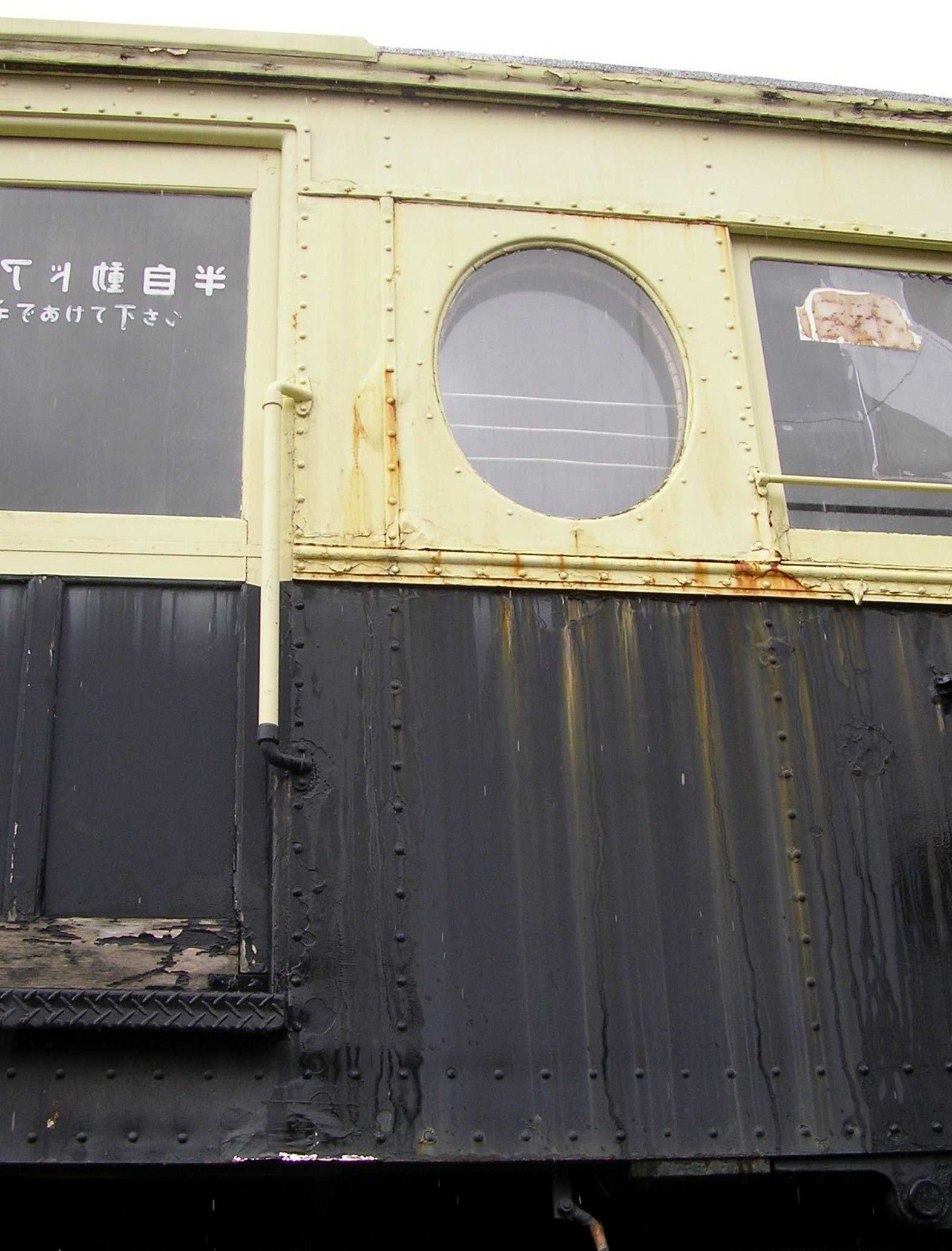
モハ5251の楕円型戸袋窓（いわゆる「丸窓」）
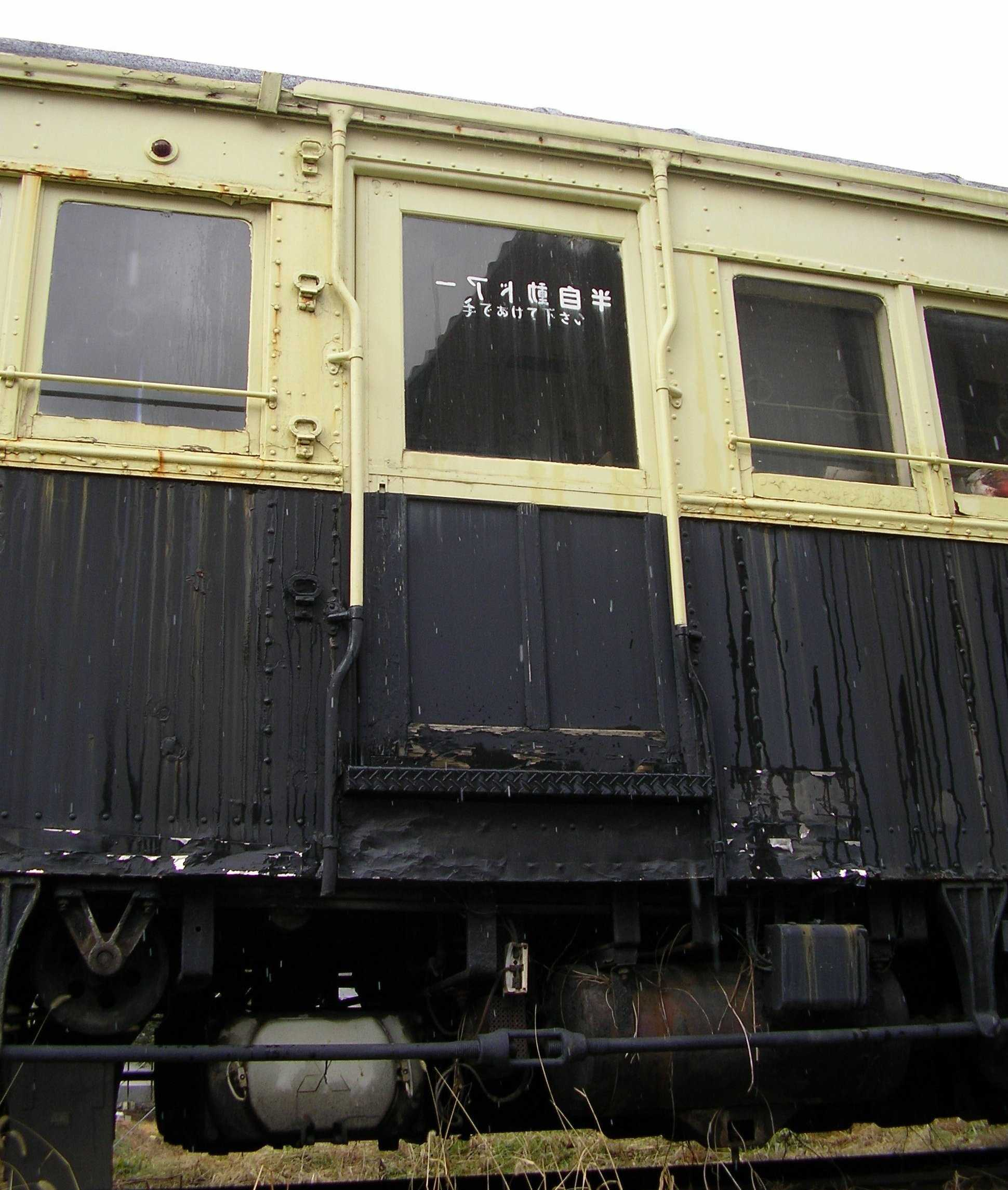
モハ5251の中央扉部分。半自動表示のある扉は木製。手摺りが雨樋を兼ねている。下部にはトラスバーの締結部分が見える